# كولنهولز
بَلْدَة كُولِنهُولِز (بالأَلمانِيَّة: Gemeindefreies Köllnholz) هي بَلدَة أَلمانِيَّة حُرَّة في مِنطَقَة كُوبُورَغٌ التَّابِعة لِمُحافظة فرانكُونيا العُليا في وِلاَية باڤارِيا في جُمهُوريَّة أَلمَانيَا الاِتّحاديّة بمِساحة تُقَدَّر بحَوالَي 1 كم2.